# Hans Horn (Politiker)
Hans Joachim Horn (* 18. August 1933 in Waldbröl, Nordrhein-Westfalen; † 9. November 2008 ebenda) war ein deutscher Politiker der CDU. Er war vom 29. Mai 1980 bis zum 29. Mai 1985 und vom 31. Mai 1990 bis zum 1. Juni 2000 Mitglied des Landtags von Nordrhein-Westfalen.

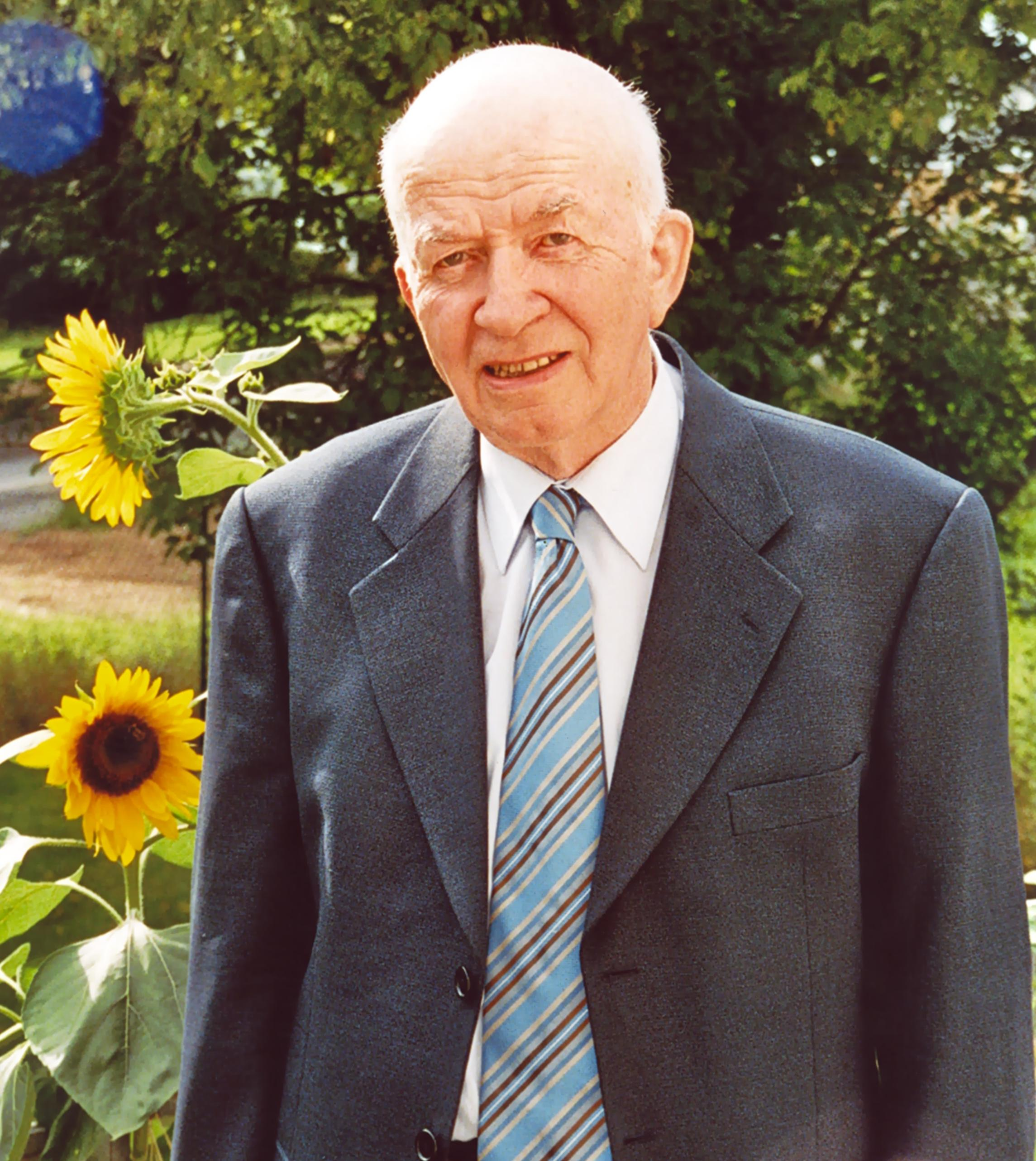
Hans Horn 2008

## Leben
Hans Horn, Sohn des Predigers Ewald Horn, legte 1954 das Abitur ab. Anschließend studierte er Geschichtswissenschaften, Anglistik und Evangelische Theologie an der Rheinischen Friedrich-Wilhelms-Universität Bonn. Das Studium schloss er 1960 mit der Ersten Staatsprüfung für das Lehramt an Gymnasien erfolgreich ab, 1962 folgte die Zweite Staatsprüfung. Horn promovierte 1968 bei Max Braubach mit einer Arbeit zu den politischen Strömungen in der Region Bonn im ausgehenden 19. Jahrhundert. Von 1969 bis 1990 unterrichtete er Geschichte und evangelische Religionslehre zunächst in Gummersbach-Derschlag, dann am Waldbröler Hollenberg-Gymnasium.
Horn war seit 1958 Mitglied der CDU. Von 1961 bis 1968 bekleidete er den Kreisvorsitz der Jungen Union im Oberbergischen Kreis, ab 1973 war er Kreisvorsitzender der CDU des Oberbergischen Kreises. Dem Kreistag des Oberbergischen Kreises gehörte er seit 1967 an, dort war er seit 1975 Vorsitzender der CDU-Fraktion. Daneben war er Stadtratsmitglied in Waldbröl. 1989 übernahm er den Vorsitz des Evangelischen Arbeitskreises der CDU Rheinland von Horst Waffenschmidt. Mit der Kommunalwahl 2004 zog sich Horn aus der Kommunalpolitik zurück.
Von 1985 bis 2008 gehörte Horn der Kirchenleitung der Evangelischen Kirche im Rheinland an.

## Auszeichnungen
- 1984 Rheinlandtaler des Landschaftsverbandes Rheinland
- 1987 Verdienstorden der Bundesrepublik Deutschland I. Klasse
- Ritter des Ordens von Oranien-Nassau